# 紫薇路站
紫薇路站是济南轨道交通1号线的地铁车站，位于中华人民共和国山东省济南市长清区崮云湖街道海棠路与紫薇路路口南侧，2019年4月1日投入运营。沿海棠路南北向布置、位于路中绿化隔离带内。

## 车站构造
车站为路中三层鱼腹岛式车站，线路曲线半径1000m，地下一层为消防水池和消防泵房，地面层主要布置变电所，地上二层为站厅层和主要设备与管理用房，地上三层为站台层。车站总长131.5m，屋面结构总宽24.70m，总高22.26m，车站总建筑面积为7648.37㎡。

## 出入口
| 編號         | 指示                                                   |
| ------------ | ------------------------------------------------------ |
| 出口 · A · 1 | 济南市大学城实验高级中学东侧、紫薇路与海棠路交叉口西侧 |
| 出口 · A · 2 | 济南市大学城实验高级中学东侧、紫薇路与海棠路交叉口西侧 |
| 出口 · B · 1 | 省劳技西南侧、紫薇路与海棠路交叉口东侧距紫薇路130米    |
| 出口 · B · 2 | 山东省社会主义学院西北侧、紫薇路与海棠路交叉口东侧     |

### 临近地点
- 山东省社会主义学院
- 山东劳动职业技术学院长清校区
- 济南市大学城实验高级中学